# Vang Pao
Vang Pao (em hmong: Vaj Pov; 8 de dezembro de 1929 - 6 de janeiro de 2011) foi um major-general laociano do Exército Real do Laos durante a Guerra do Vietnã. Posteriormente liderou a comunidade Hmong nos Estados Unidos.